# 儿童商业性剥削
儿童商业性剥削（英語： / 缩写：）是指对儿童或未达同意年龄人士进行性剥削的商业交易行为。这些行为涉及一系列虐待，包括但不限于儿童卖淫（包含求生性行为、站街卖淫、儿童性旅游、帮派卖淫及家庭内淫媒等）、儿童色情（包括网络直播性虐待等）、脱衣舞、色情按摩、电话性爱热线、基于网络的剥削及强迫童婚等。根据全国失踪及被剥削儿童中心的数据显示，大约有五分之一女童及十分之一的男童在他们成年前都会受到性剥削或性虐待。

## 名词定义
于1996年在瑞典斯德哥尔摩召开的第一届世界反对儿童商业性剥削大会（First World Congress against Commercial Sexual Exploitation of Children）期间所通过的行动宣言和议程将儿童商业性剥削正式定义为：
对儿童权利的根本侵犯。这包括成人的性虐待并向儿童或第三方支付现金或实物报酬。儿童在这里被视为性对象或交易对象。对儿童进行商业性剥削构成对儿童的胁迫和暴力，相当于强迫劳动并属于现代奴隶制度的一种形式。
儿童商业性剥削通常与儿童贩卖有关；儿童贩卖的定义为“以剥削为目的的招募、运输、转移、窝藏和接纳儿童”，而儿童则指任何未满18周岁的人。不过，并非所有儿童贩卖中的儿童都是基于儿童商业性剥削这个目的；同时在儿童贩卖过程中对儿童的性暴力在实际工作中也不一定构成儿童商业性剥削。同样，儿童商业性剥削也是其他形式儿童虐待和儿童性虐待的一部分，但又不完全与它们一样，这包括强奸儿童和家庭暴力。

### 相关公约及建议
- 禁止和立即行动消除最恶劣形式的童工劳动公约
- 最恶劣形式的童工提议（英语：Worst Forms of Child Labour Recommendation）

## 延伸阅读
- Alisa Jordheim. . HigherLife Publishing and Marketing. 2014. ISBN 9781939183408 （英语）.